# افعی راده
 افعی راده(نام علمی: Montivipera raddei) نام یک گونه از تیره گرزه‌ماران است.